# Eagle Nest (Nouveau-Mexique)
Eagle Nest est un village de l'État américain du Nouveau-Mexique, situé dans le Comté de Colfax. Selon le recensement de 2010, sa population est de 290 habitants.